# Chaos Computer Club
Chaos Computer Club (CCC) är Europas största hackerorganisation med cirka 5 500 medlemmar.  CCC grundades i Berlin, Tyskland, den 21 september 1981 av Wau Holland med flera.
CCC arrangerar årligen Chaos Communication Congress, som 2015 besöktes av 13 000 deltagare. Vart fjärde år anordnar CCC också Chaos Communication Camp.